# Paradaemonia berlai
Paradaemonia berlai är en fjärilsart som beskrevs av José Oiticica 1946. Paradaemonia berlai ingår i släktet Paradaemonia och familjen påfågelsspinnare. Inga underarter finns listade i Catalogue of Life.